# Alfred Verhaeren
Alfred Verhaeren (Brussel, 8 oktober 1849 – Elsene, 10 februari 1924) was een Belgisch kunstschilder.

## Levensloop
Hij was een neef van de dichter Emile Verhaeren. Alfred Verhaeren studeerde aan de Academie in Brussel (bij Jean Portaels). Hij schilderde portretten,  landschappen, interieurs en stillevens. Hij werd lid van de progressieve Brusselse kunstenaarsvereniging “La Chrysalide”. Hij was ook lid van de kunstenaarsvereniging “Pour l'Art”. Hij woonde in de Edinburghstraat 26 in  Brussel.

## Tentoonstellingen
- Salon 1894, Oostende : "Les joujoux" en "Accessoires"
- Salon des Beaux-Arts d’Ostende 1905
- Salon des Beaux-Arts d’Ostende 1907
- Salon 1907, Brussel : "Interieur" (2 x), "De keuken"
- Salon 1925, Gent : postume hommage

## Musea
- Antwerpen, Koninklijk Museum voor Schone Kunsten
- Brussel, Koninklijke Musea voor Schone Kunsten van België
- Brussel, Museum van Elsene
- Den Haag, Museum Mesdag
- Gent, Museum voor Schone Kunsten
- Huy, Hôtel de Ville
- Paris, Musée d'Orsay (voorheen Louvre)